# Gati v Varanasiju
Gati v Varanasiju so stopnice ob reki, ki vodijo do bregov reke Ganges. Mesto ima 84 gatov. Večina gatov je obrednih gatov za kopanje in pudžo, medtem ko se dva gata, Manikarnika in Hariščandra, uporabljata izključno kot kraja za upepeljevanje.
Večino gatov v Varanasiju so obnovili v 18. stoletju pod pokroviteljstvom Marathov. Pokrovitelji trenutnih gatov so Marathi, Šinde (Scindias), Holkars, Bhonsles, Pešves (Pešvas) in Maharadže iz Benaresa. Mnogi gati so povezani z legendami ali mitologijami, medtem ko imajo nekateri gati zasebno zgodovino in uporabnike. Jutranja vožnja s čolnom po Gangesu vzdolž gatov je priljubljena atrakcija obiskovalcev.

## Etimologija
Izraz izhaja iz sanskrta, ghaṭṭa (sanskrt गट्टः) in pomeni nasip ali pristanišče.
Gat, izraz, ki se uporablja na Indijski podcelini, se lahko glede na kontekst nanaša na vrsto stopničastih hribov, kot so Vzhodni in Zahodni Gati; ali niz stopnic, ki vodijo navzdol do vodnega telesa ali pomola, kot je kraj za kopanje ali upepeljevanje ob bregovih reke ali ribnika, Gati v Varanasiju, Dhoby Ghaut ali Aapravasi Gat. Ceste, ki potekajo skozi gate, se imenujejo Gat ceste.

## Seznam gatov
Gati, kot jih imenuje in šteje mesto Varanasi z dodatnimi povezavami, navedenimi v naraščajočem vrstnem redu glede na njihovo lokacijo (od Asi Gat do Adi Kešava Gat):
1. del: od Asi Gata do Prajag Gata (1–41)
| Št. | Ime                               | Slika         |
| --- | --------------------------------- | ------------- |
| 1   | Asi Gat                           |               |
| 2   | Ganga Mahal Gat (I)               |               |
| 3   | Lasi Gat                          |               |
| 4   | Tulsi Gat                         |               |
| 5   | Bhadaini Gat                      |               |
| 6   | Džanaki Gat                       |               |
| 7   | Anandamaji Ma                     |               |
| 8   | Vacčaraja Gat                     |               |
| 9   | Džain Gat                         |               |
| 10  | Nišad Gat                         |               |
| 11  | Prabhu Gat                        |               |
| 12  | Pančkota Gat                      |               |
| 13  | Čet Singh Gat                     |               |
| 14  | Nirandžani Gat                    |               |
| 15  | Mahanirjani Gat                   | not available |
| 16  | Šivala Gat                        |               |
| 17  | Gularia Gat                       |               |
| 18  | Dandi Gat                         |               |
| 19  | Hanuman Gat                       | not available |
| 20  | Pračina (star) Hanuman Gat        |               |
| 21  | Karnataka Gat                     |               |
| 22  | Hariščandra Gat                   |               |
| 23  | Lali Gat                          |               |
| 24  | Vidžajanagaram Gat                |               |
| 25  | Kedar Gat                         |               |
| 26  | Caovki (Čauki) Gat                |               |
| 27  | Ksemesvara / Somesvara Gat        |               |
| 28  | Mansarovar Gat                    |               |
| 29  | Narad Gat                         |               |
| 30  | Radža Gat obnovil Amrut Rao Pešva |               |
| 31  | Khori Gat                         | not available |
| 32  | Pandej Gat                        |               |
| 33  | Sarvesvara Gat                    | not available |
| 34  | Digpatia Gat                      |               |
| 35  | Causathi Gat                      |               |
| 36  | Rana Mahal Gat                    |               |
| 37  | Darbhanga Gat                     |               |
| 38  | Munši Gat                         |               |
| 39  | Ahiljabai Gat                     |               |
| 40  | Sitala Gat                        |               |
| 41  | [Dašašvamedh Gat                  |               |

2. del: od Prajaga do Adi Kešava Gata (42–84)
| Št. | Ime                                                                    | Slika |
| --- | ---------------------------------------------------------------------- | --- |
| 42  | Prajag Gat                                                             | not available |
| 43  | Radžendra Prasad Gat                                                   | . |
| 44  | Man Mandir Gat                                                         | |
| 45  | Tripura Bhairavi Gat                                                   | |
| 46  | Mir (Meer) Gat                                                         | |
| 47  | Phuta/ Naja Gat                                                        | old site of Yajnesvara Ghat |
| 48  | Nepali Gat                                                             | not available |
| 49  | Lalita Gat                                                             | |
| 50  | Bauli/ Umaraogiri/ Amroha Gat                                          | not available |
| 51  | Džalasen (Džalasaji) Gat                                               | |
| 52  | Khirki Gat                                                             | not available |
| 53  | Manikarnika Gat                                                        | |
| 54  | Badžirao Gat                                                           | not available |
| 55  | Scindhia Gat                                                           | |
| 56  | Sankatha Gat                                                           | |
| 57  | Ganga Mahal Gat (II)                                                   | |
| 58  | Bhonsale Gat                                                           | |
| 59  | Naja Gat                                                               | Na Prinsepovem zemljevidu iz leta 1822 je bilo to poimenovano kot Gularia Ghat                                                           |
| 60  | Genesa Gat                                                             | |
| 61  | Mehta Gat                                                              | Formalno je bil to del prejšnjega gata, po izgradnji bolnišnice V.S.Mehta (1962) pa je ta znan po imenu slednjega.                       |
| 62  | Rama Gat                                                               | |
| 63  | DŽatara Gat                                                            | |
| 64  | Radža Gvalior Gat                                                      | |
| 65  | Mangala Gauri Gat (znantudi kot Bala Gat)                              | |
| 66  | Venimadhava Gat                                                        | del Pancaganga Gat in znan tudi kot Vindu Madhava Gat                                                                                    |
| 67  | Pančaganga Gat                                                         | |
| 68  | Durga Gat                                                              | |
| 69  | Brahma Gat                                                             | |
| 70  | Bundi Parakota Gat                                                     | |
| 71  | (Adi)Sitala Gat                                                        | To je razširjeni del prejšnjega gata |
| 72  | Lal Gat                                                                | |
| 73  | Hanumanagardhi Gat                                                     | |
| 74  | Gaja/Gai Gat                                                           | |
| 75  | Badri Najarana Gat                                                     | |
| 76  | Triločan Gat                                                           | |
| 77  | Gola Gat                                                               | Od poznega 12. st. je bilo to mesto uporabljeno kot trajektna točka in je bilo znano tudi po več kaščah (zlato)                          |
| 78  | Nandesvara /Nandu Gat                                                  | |
| 79  | Saka Gat                                                               | |
| 80  | Telianala Gat                                                          | |
| 81  | Naja/Phuta Gat                                                         | V 18. stoletju je gat – območje zapuščeno (Phuta), kasneje pa so ga prenovili. Tako je bil gat prej znan kot phuta, kasneje pa kot Naja. |
| 82  | Prahalada Gat                                                          | |
| 83  | Radža Gat (Bhaisasur Radžgat) / Lord Dufferin bridge / Malavija Bridge | |
| 84  | Adi Kešava Gat                                                         | |
|     | Sant Ravidas Gat                                                       | |
|     | Nišad Gat (razdeljeno od Prahalada)                                    | |
|     | Rani Gat                                                               | |
|     | Šri Panč Agni Akhara Gat                                               | |
|     | Tathagat Gat / Buddha Gat                                              | |

## Priljubljeni gati
Po puranskih virih je na rečni obali pet ključnih gatov, ki so pomembni zaradi svoje povezanosti z značilnostjo svetega mesta Kaši: Asi Gat, Dašašvamedh Gat, Manikarnika Gat, Pančganga Gat, Radžendra Prasad Gat in Adi Kešav Gat.

### Asi Gat
Ta gat, ki je nekoč ležal ob sotočju Gangesa s suho reko Asi, označuje tradicionalno južno mejo mesta. Tempelj Asisangamešvar pri gatu je omenjen v Kaši Khandu v Skandmahapurani. Ta gat je zelo priljubljen, saj je eden redkih, ki je z mestom povezan s široko ulico. To je tudi glavni gat, ki je najbližje hindujski univerzi Banaras. Ime Asi gat izhaja iz reke Asi. Na tem mestu se častita dva jezika. Asi Gat je v nekaterih Puranah opisan kot kraj, kjer je boginja Durga premagala dve asuri, Šumba in Nišumba. Asi gat je tudi kraj, kjer je Tulsidas dokončal Ramčaritmanas. Premier Narendra Modi je 17. septembra 2015 ob premierjevem rojstnem dnevu odprl vodni ATM.

### Dašašvamedh Gat
Dašašvamedh Gat je blizu templja Višvanath in je najbolj priljubljen gat. Po legendi je Brahma tukaj opravil deset žrtev Ašvamedha. Vsak večer se v tem gatu izvaja aarti v posvetilo Šivi, boginji Gangi, Surji, Agniju, kot tudi celotnemu vesolju.

### Manikarnika Gat
Manikarnika Gat je eno od krajev za upepeljevanje. Z Manikarnika Gatom sta povezani dve legendi. Po eni je Višnu uporabil svojo čakro, da je izkopal jamo in jo napolnil s svojim znojem, medtem ko je opravljal različne pokore. Med opazovanjem Višnuja je eden izmed Šivinih uhanov ali manikarnika padel v jamo. Po drugi legendi je Parvati na tem mestu skrila svoje uhane, da bi Šivi preprečila potovanje po svetu. Povedala mu je, da je uhane izgubila na bregovih Gangesa. V tej legendi Šiva vsakič, ko je telo kremirano v Manikarnika Gatu, vpraša dušo, ali je videla uhane.

### Radž Gat
Je v bližini železniške postaje Kaši in je eden od slavnih gatov v Varanasiju. To je poleg mostu RaDŽ Gat. Na tem gatu je slavni tempelj Ravidas. Znan je tudi po Pind Daan in asthi-visarjan. Tu imajo sedež znani duhovniki Kašija. Do gatov je mogoče enostavno dostopati z vsemi vrstami vozil, tukaj pa so na voljo tudi parkirišča. Ta gat je prijazen tudi za invalide, ki ne morejo hoditi po ozkih ulicah Kašija. Sem zlahka pridejo z avtomobilom ali kolesom.

### Scindia Gat
Scindia Gat, znan tudi kot Šinde Gat, meji na Manikarniko na severu, njegov tempelj Šiva pa je delno potopljen v reko zaradi prevelike teže konstrukcije gata pred približno 150 leti. Nad gatom je več najvplivnejših svetišč Kašija v ozkem labirintu uličic Sidha Kšetra (Polje izpolnitve). Po izročilu se je tu rodil Agni, hindujski bog ognja. Hindujski privrženci na tem mestu molijo Virešvaro, Gospoda vseh junakov, za sina.

### Maan-Mandir Gat
Mana-Mandir Gat: Maharadža Džai Singh II. iz Džaipurja je zgradil ta gat leta 1770, kot tudi Džantar Mantar, opremljen z okrašenimi okni, skupaj s tistimi v Delhiju, Džaipurju, Udžainu in Mathuri. V severnem delu gata je lep kamnit balkon. Bhakte se tukaj poklonijo lingamu Somesvarja, Gospodarja Lune.

### Lalita Ghat
Lalita Gat: pokojni kralj Nepala je zgradil ta gat v severni regiji Varanasi. To je kraj templja Ganges Kešav, lesenega templja, zgrajenega v tipičnem slogu Katmanduja. Tempelj ima podobo Pašupatešvarja, manifestacije boga Šive. Lokalni festivali, vključno z glasbenimi zabavami in igrami, redno potekajo na čudovitem Asi Gatu, ki je na koncu neprekinjenega niza gatov. Je priljubljeno mesto slikarjev in fotografov. Tukaj v Asi Gatu je Svami Pranabananda, ustanovitelj Bharat Sevašaram Sangh, dosegel 'Sidhi' (izpolnitev/uspeh) v svojem 'Tapasya' (prizadevanju) za Gospoda Šivo, pod pokroviteljstvom Guruja Gambhiranande iz Gorakhpurja.

### Džain Gat ali Bačraj Gat
Džain Gat ali Bačraj Gat je džainistični gat in ima tri Džain templje, ki so na bregovih reke. Domneva se, da so bili lastniki teh gatov Džain Maharadže. Bačraj Ghat ima tri džainistične templje blizu bregov reke, eden pa je zelo starodavni tempelj Tirthankara Suparsvanath.

### Tathagat Ghat ali Buda Ghat
Tathagat Ghat je znameniti gat iz Varanasija v Sarai Mohani. Sarai Mohana je v bližini Sarnatha. Sarnath je tisti kraj, kjer je imel Tathagata Buda svojo prvo pridigo njihovim petim učencem. Ta gat je dobil ime po Gautamu Budi. Beseda 'Tathagata' je sinonim za Gautama Budo. Zato se imenuje tudi Buda Gat. Menijo, da so budisti uporabljali te gate. V kampusu Gat je en kip Tathagate Bude (Bhagavana).

### Drugo
- Maan-Sarovar Gat je zgradil Man Singh iz Amberja.
- Darbhanga Gat je zgradil maharadža Darbhanga
- Tulsidas je napisal Rāmacaritamānasa v Tulsi Gatu.
- Čet Singh Gat z veličastno palačo, podobno utrdbi, je poimenovan po Čaitu Singhu. Prvotno ime gata je Šivala Gat, vendar se imenuje Čet Singh Gat v čast njegovemu spominu na upor.
- Sedež Sri Kaši Math Samsthan, duhovne šole, ki ji sledi konkani govoreči Goud Sarasvat Brahmins, je v Brahma Gatu.

## Upepelitev na gatih
V hindujski tradiciji je upepelitev eden od obredov prehoda in Gati v Varanasiju veljajo za eno od ugodnih lokacij za ta ritual. V času upepelitve ali 'zadnjih obredov' en ali več hindujskih duhovnikov opravi pudžo (molitev). Svete himne in mantre se recitirajo med upepeljevanjem, da bi označili obred. Manikarnika in Hariščandra Gata sta posvečena ritualu upepeljevanja. Letno v Indiji umreta manj kot 2 od 1000 ljudi ali 25.000 do 30.000 trupel kremiranih v različnih Varanasi gatih; približno 80 na dan.

## Onesnaženje gatov
Praksa upepeljevanja v Varanasiju je postala sporna zaradi okoljskega onesnaževanja, ki ga povzroča reki Ganges. V 1980-ih je indijska vlada financirala pobudo Clean Ganges, da bi odpravila upepeljevanje in druge vire onesnaževanja vode vzdolž Gatov v Varanasiju. V mnogih primerih se upepelitev opravi drugje in le pepel razprši v reko v bližini teh Gatov. Poleg tega so neprečiščene odplake vsesplošen vir onesnaževanja rek v Indiji. Mestni komunalni odpadki in neobdelane odplake so največji vir onesnaževanja reke Ganges v bližini Gatov v Varanasiju.